# 고민수 (트레이너)
고민수(1984년 10월 1일 ~ )는 서울에서 태어난 대한민국의 퍼스널 트레이너이다.

## 학력
- 텍사스 대학교 오스틴 대학원 MBA 석사
- 텍사스 대학교 오스틴 PR 학사

## 수상
- 2010년 NPC 텍사스라운드업 비키니 챔피언
- 2011년 머슬맥 뷰티바디코리아챔피언쉽 여자부 -165cm 1위
- 2012년 WBFF 코리아 피트니스 모델 1위
- 2014년 대한보디빌딩협회 올스타 클래식 MVP

## 경력
- GX강사 - 스피닝
- 텍사스 대학교 오스틴 - 학생 수 3만명 이상인 대학원 피트니스로 활동
- World Beauty Fitness & Fashion 프로 디비젼 멤버